# 사초리 당산제 및 갯제
사초리 당산제 및 갯제는 대한민국 전라남도 강진군 신전면  사초리 사초마을에서 행해지는 제사의식이다. 2013년 9월 25일 강진군의 향토문화유산 제58호로 지정되었다.

## 개요
당산제는 매년 1월 3일 오전에 마을 당집에서, 갯제는 매년 1월 14일 저녁 6-7시경에 마을 선창가에서 거행 강진의 독특한 해양문화를 보여주는 향토적 행사이다.